# Vasili Juravliov
Vasili Nikolaevici Jouravliov (în rusă Василий Николаевич Журавлёв, n. 2 august 1904, Reazan, Imperiul Rus – d. 16 noiembrie 1987, Moscova, RSFS Rusă, URSS) a fost un regizor de film al cinematografiei ruse și sovietice.

## Filmografie selectivă
- 1930 (Неизвестное лицо)
- 1930 Revanșa (Реванш)
- 1936 Kosmiceskii reis (Космический рейс)
- 1940 Pieirea Vulturului (Гибель «Орла»)
- 1945 : Căpitan la 15 ani, adaptare a romanului omonim de aventuri  a lui Jules Verne.

## Vezi și
- Listă de regizori ruși